# Alnus maritima
Alnus maritima — вид квіткових рослин з родини березових. Поширення: США (Делавер, Меріленд, Оклахома, Джорджія).

## Біоморфологічна характеристика
Це кущ або дерево заввишки до 10 метрів; крони вузькі. Кора світло-сіра, гладка. Листкова пластинка вузькоеліптична, довгаста або вузькооберненояйцеподібна яйцеподібне до еліптично-яйцеподібне, 4.5–9 × 2–5 см, основа гостра до клиноподібної, краї плоскі, зубці низькі, поодинокі, відносно віддалені, верхівка гостра, тупа або округла; поверхні знизу переважно голі, вкриті смолою в молодому віці. 2n = 28. Цвіте наприкінці літа – на початку осені.

## Середовище
Зростає на висотах від 0 до 100 метрів. Росте по краях ставків і невеликих струмків, часто у стоячій воді. Як і всі інші види Alnus, він може фіксувати азот. На комплекс Alnus maritima впливає поєднання загроз, включаючи зміну клімату, випас худоби та низьке генетичне різноманіття, що, за прогнозами, призведе до зменшення поширення, площі заселення, якості середовища існування та кількості субпопуляцій. Зі зростанням рівня моря через зміну клімату, проникнення солоної води в сучасні прісноводні припливні системи загрожуватиме популяціям приморської вільхи.

## Використання
Немає інформації про використання або торгівлю цим видом; має потенціал для використання як біомаса.